# MBC 논평
《MBC 논평》은 MBC 표준FM에서 매일 밤 9시 30분에 방송했던 논평 프로그램이다.

## 진행
- MBC 논설위원

## 제공
- 대화제약

## 오프닝 멘트
- MBC 논평 대화제약 제공입니다.

## 클로징 멘트
- 대화제약 제공 MBC 논평이었습니다.